# Disturbios de Zaragoza (1410)

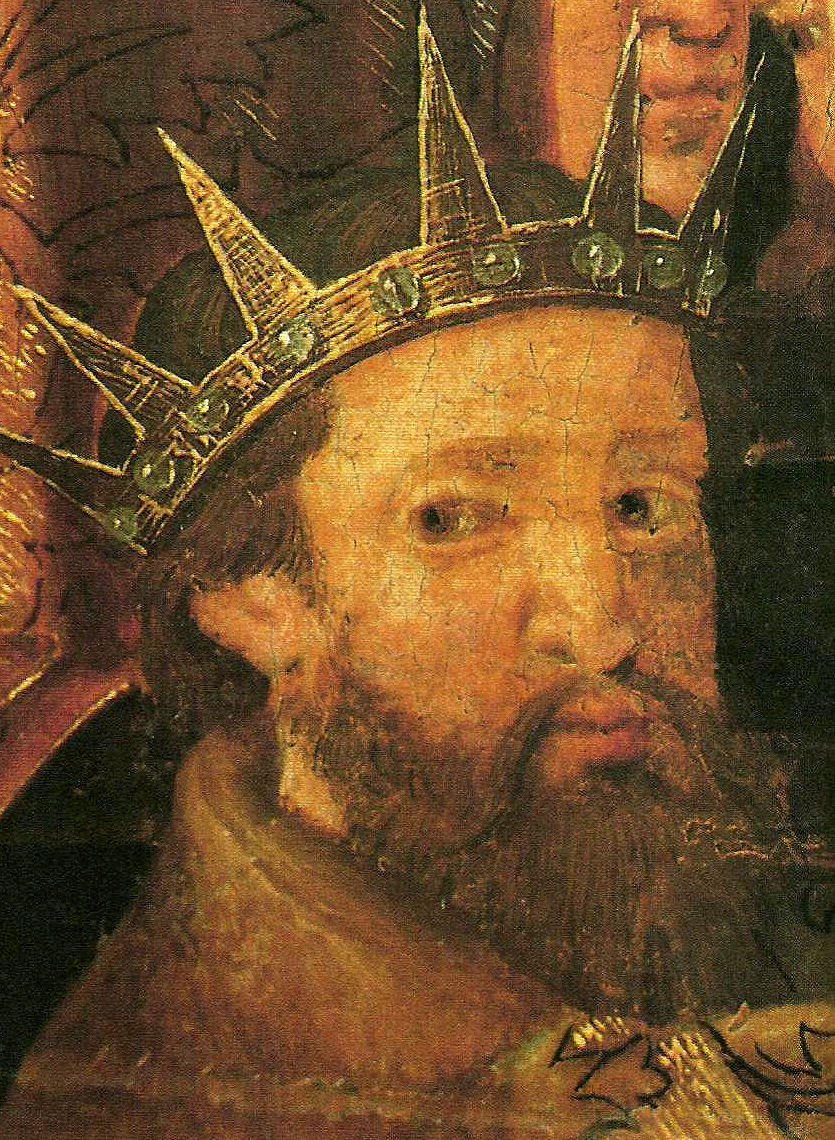
Martín I de Aragón.

Con el nombre de Disturbios de Zaragoza se conocen una serie de episodios militares y revueltas que sucedieron en la capital del reino de Aragón, fundamentalmente en mayo de 1410, durante el periodo del Interregno en que la Corona de Aragón quedó sin sucesor al trono a la muerte de Martín el Joven el 25 de julio de 1409, heredero de Martín I el Humano.
Tras la muerte de Martín I de Sicilia el Joven, príncipe destinado a suceder en la monarquía aragonesa a su padre Martín I de Aragón, este rey se apresura a encontrar remedio a la sucesión de la Corona. Una de las soluciones en que pensó fue promover a Jaime II de Urgel, su sobrino, pues su padre Pedro II de Urgel y el rey Martín eran primos hermanos. Ya lo había postulado como Lugarteniente del Reino de Aragón en verano de 1408 y, en agosto de 1409, muerto Martín el Joven, lo propuso para Gobernador General de la Corona de Aragón.
Martín el Humano le ofreció el 15 de junio de 1408, muerto su padre Pedro II, el cargo de lugarteniente del reino de Aragón, que aceptó el 22 de septiembre, pero los Diputados del General rechazaron el nombramiento por ser contrario a los Fueros del reino.
Después de la muerte de Martín de Sicilia el 25 de julio de 1409, Jaime es propuesto por el rey Gobernador General el 5 de agosto de ese año, cargo que solía ostentar el primogénito real. Pero poco antes de morir, el rey Martín el Humano revocó el 17 de mayo de 1410 el nombramiento de Jaime debido a las alteraciones que provocó en Zaragoza, donde introdujo tropas armadas y se enfrentó al gobernador de Aragón Gil Ruiz de Lihorí, al Justicia Mayor de dicho reino Juan Jiménez Cerdán y al arzobispo García Fernández de Heredia. El rey murió sin dejar nombrado sucesor, y retiró su apoyo a quien había llamado frecuentemente «nuestro querido sobrino».

## Antecedentes: Martín I de Aragón promueve a Jaime II de Urgel

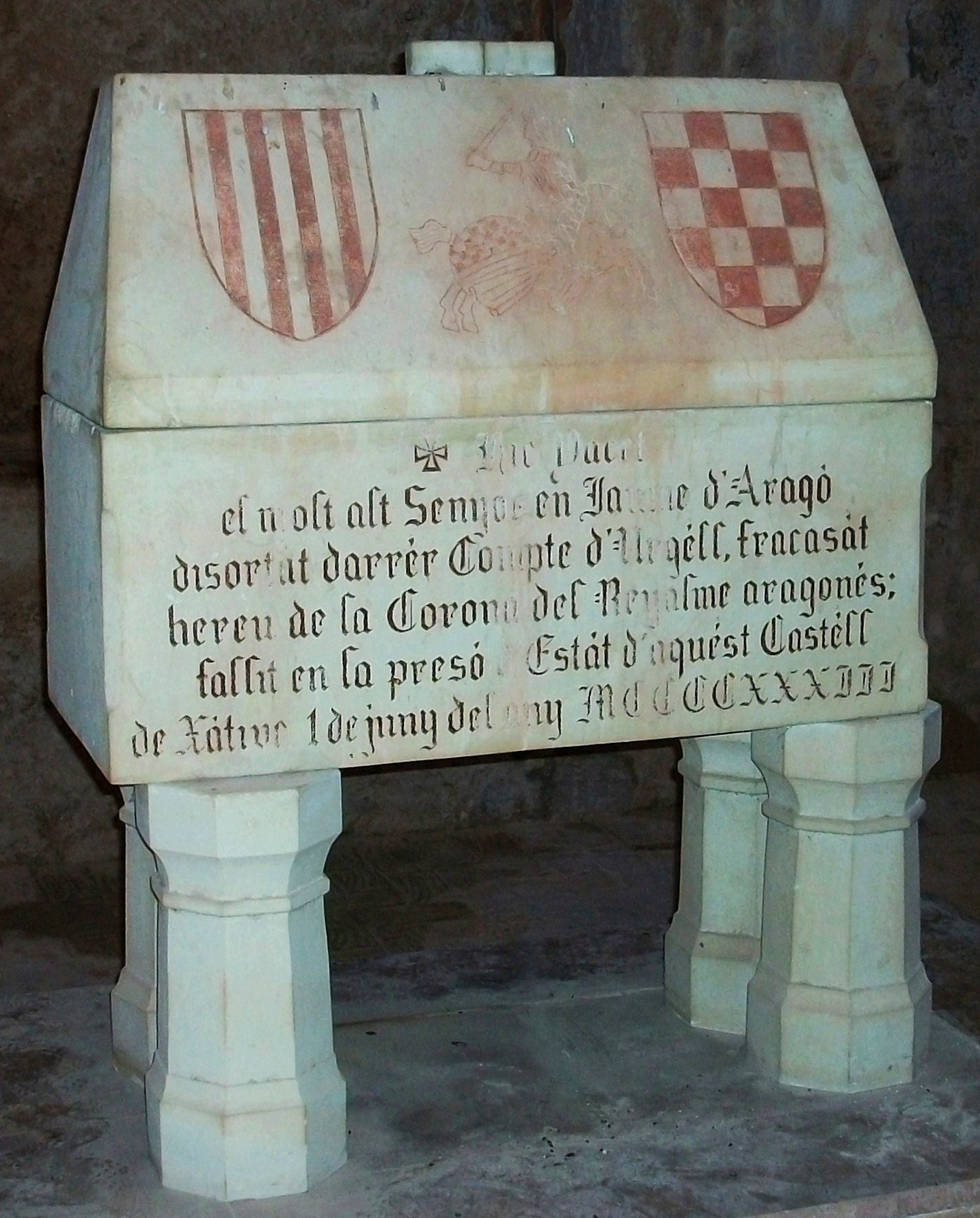
Sarcófago de Jaime II de Urgel en el castillo de Játiva.

Jaime II de Urgel, que era llamado por Martín I Jaime de Aragón (nombre que él declaraba expresamente ser el suyo para incidir en sus derechos a la sucesión de la Casa Real de Aragón), fue tratado con afecto por su tío el monarca desde muy joven, y procuró implicarlo en las ocupaciones regias. Muestra de este apoyo es que el 18 de diciembre de 1406 se firmaran las capitulaciones matrimoniales y en el verano de 1407 contrajera matrimonio con Isabel de Aragón, la hermana del propio rey.
Desde fines del siglo XIV Aragón sufría enconados enfrentamientos entre bandos nobiliarios de las grandes familias del reino. Ricoshombres como Antón de Luna o Artal de Alagón estaban en continuo conflicto con miembros de otros importantes linajes, como los Fernández de Heredia, los Urrea o los Híjar. Desde Huesca llegaron quejas a Martín I de los problemas que ocasionaban en el norte de Aragón estas banderías, en las que estuvo involucrado el propio padre de Jaime II, el conde Pedro II de Urgel. El rey Humano pensó atraer a Jaime a su lado y apartarlo de estas rivalidades banderizas, e incluso en contar con él para poner orden en ellas. De ahí que le nombrara Lugarteniente del Reino y que le proporcionara un matrimonio tan directamente relacionado con la Casa Real.

## El Conde de Urgel aspira al trono
El rey de Aragón pensaba hacer de Jaime II de Urgel uno de sus más directos colaboradores en las tareas de la monarquía y lo promovió para que desempeñara la lugartenencia del principal Estado de la Corona; con ello sustituía las labores que debería haber desempeñado Martín el Joven, ocupado (y con éxito) en los asuntos sicilianos y fallecido al poco tiempo. Además, el rey estaba en un delicado estado de salud, con grandes dificultades para desplazarse. Todo ello le hizo confiar en su sobrino para que ejerciera sus funciones, y lo elevó pronto al cargo de Gobernador General de la Corona, una especie de lugarteniente general que podía ejercer las funciones del rey por delegación en todos sus territorios; este cargo, además, conllevaba de hecho la postulación a heredero real, pues era el cargo que solía ostentar el primogénito de la Casa aragonesa, sobre todo teniendo en cuenta que había muerto el heredero natural. Sin embargo, todas estas expectativas fueron defraudadas, al fracasar estrepitosamente Jaime en el desempeño de esta tarea tras los sucesos de mayo de 1410 en Zaragoza.

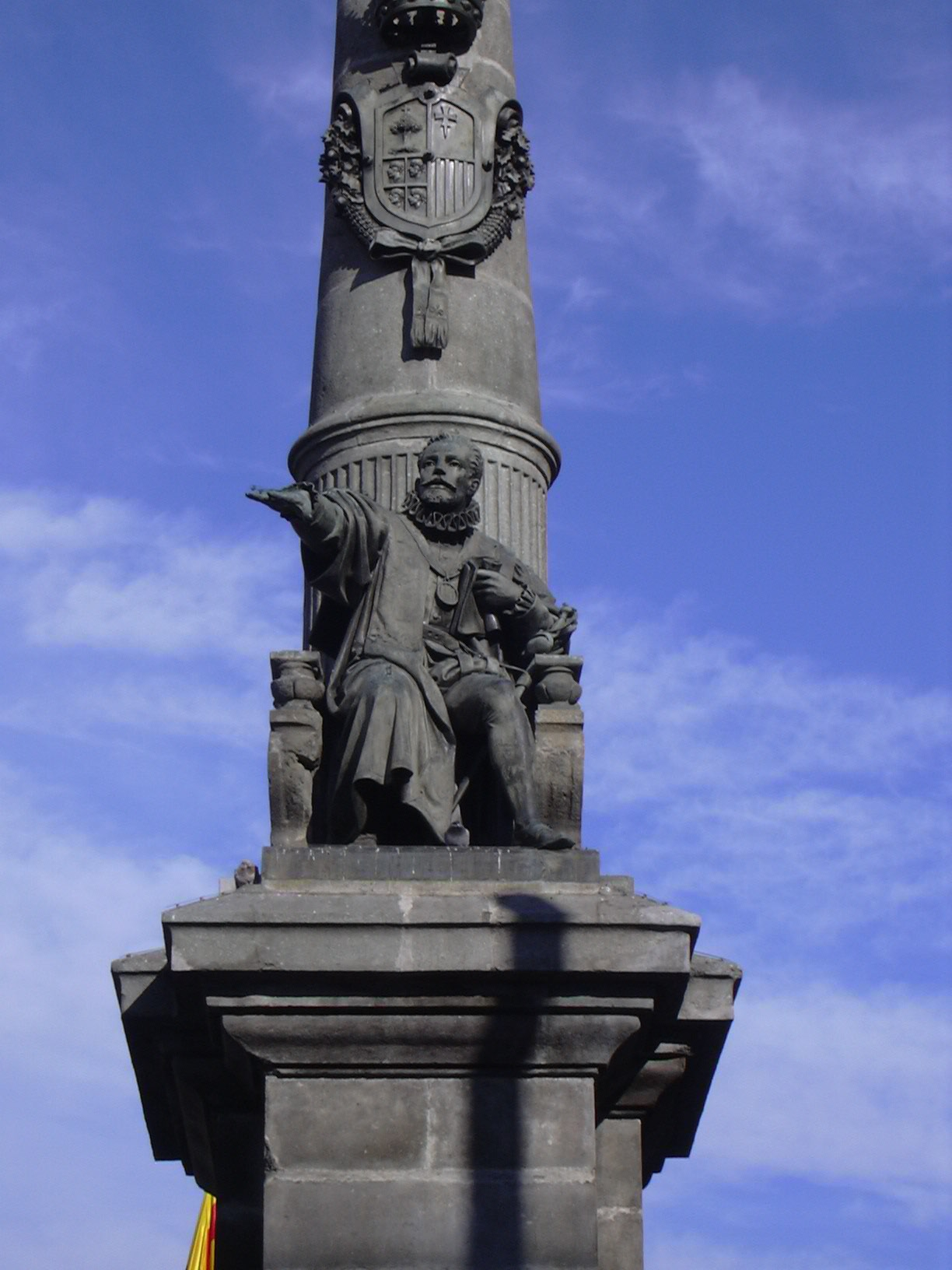
Monumento al Justiciazgo en la plaza de Aragón de Zaragoza.

Jaime II, a finales de 1409, aparecía como posible sucesor directo. Si bien no era el pretendiente con más derechos al trono, sus competidores tenían la desventaja de ser demasiado ancianos (Alfonso I de Gandía), muy jóvenes (Luis de Anjou o Fadrique de Luna, este último además impedido en principio por ser hijo ilegítimo), o estar en ese momento alejados de la política aragonesa (Fernando de Antequera). Por otro lado, los cargos que ostentaba Jaime lo situaban como el magnate con más poder entre toda la nobleza de la Corona, solo por debajo del rey, lo que le permitía en principio manejar los principales instrumentos del poder. Era muy posible que, de morir Martín I, Jaime le sucediera sin solución de continuidad. Una de las funciones que conllevaba la Gobernación General de la Corona era la de actuar con plenos poderes regios si el rey estaba inhabilitado para gobernar, en una especie de reinado interino que duraría hasta que un posible heredero cumpliera los catorce años; incluso podía darse el caso, de no engendrar el rey un nuevo infante (algo bastante difícil ante la decadencia física de Martín I, que no parecía capaz de concebir un hijo), de que Jaime II ocupara el puesto del príncipe natural, ante la ausencia de este.
La Lugartenencia general estaba moderada por el gobernador de los reinos y principado, que era quien ejercía el poder delegado del rey en cada uno de los Estados de la Corona. En Aragón el Gobernador del Reino era Gil Ruiz de Lihorí, quien contaba con la plena confianza de Martín el Humano. Además de Ruiz de Lihorí existían dos instituciones unipersonales que detentaban el máximo poder junto con el gobernador: el Justicia Mayor del Reino, Juan Jiménez Cerdán, y el arzobispo de Zaragoza García Fernández de Heredia. Los cargos de Lugarteniente habían de jurarse ante estas autoridades para ser efectivos, y aquí radicó uno de los obstáculos de Jaime II, ya que no buscó el acuerdo con estas instituciones mayores en Aragón y, probablemente, las subestimó. A ello se añade el hecho de que, según muchos testimonios contemporáneos, Jaime II estaba convencido de que iba a ser el indiscutido heredero del trono. Sin embargo, tanto la Generalidad de Aragón como la de Cataluña declinaron pronunciarse a favor de ninguno de los candidatos a la sucesión, declarando en todas las ocasiones en que los pretendientes presentaban ante estas instituciones sus alegatos de derechos mejores, que la decisión sería tomada conforme a quien por justicia perteneciera (parafraseando la frase a la que dio su aceptación Martín I de Aragón en su lecho de muerte) y que ello se tenía que aprobar consensuadamente por los distintos parlamentos de la Corona.

## Jaime II de Urgel en Zaragoza

Escudo del Castellán de Amposta.

Al considerarse ya el legítimo sucesor, Jaime II tuvo actitudes en la capital aragonesa que excedían las atribuciones que, en vida del rey Martín, le correspondían.
Dado que el reino de Aragón era cabeza principal de la Corona, el conde de Urgel debía legitimar allí sus cargos; y en este punto se jugaba gran parte de sus aspiraciones al trono. Además la reina viuda Violante de Bar luchaba por las pretensiones de su nieto Luis de Anjou y lo hacía mediante importantes contactos, buscando el apoyo de Antón de Luna, que finalmente se sumó a la causa del de Urgel, y el del arzobispo de Zaragoza, que sí obtuvo, y que le enfrentó fuertemente a los urgelistas. En García Fernández de Heredia tuvo Jaime II una gran oposición, además del rechazo que generó el que las instituciones privativas del Reino consideraran contrafuero su nombramiento como lugarteniente y se negaran a ratificar este cargo para el que había sido propuesto por el rey.
A comienzos de 1410 Antón de Luna era ya el principal defensor de las aspiraciones del conde, que se había trasladado en febrero a Zaragoza para hacer valer sus cargos y ejercer el mando supremo en el centro neurálgico del reino, declarando que había llegado el momento de pacificarlo de los desórdenes que lo asolaban. En este momento aún contaba con el apoyo del rey Martín I, que exhortó a la nobleza y al resto de los estamentos de Aragón a colaborar con Jaime II en su desempeño. Pero el conde de Urgel tenía como prioridad, no poner orden en los escarceos nobiliarios, sino derrotar a las facciones que se le oponían, es decir, los bandos que apoyaban a Violante de Bar en favor de su nieto, los Híjar y los Urrea, oponentes de Antón de Luna, y capitaneados respectivamente por Juan de Híjar y Pedro de Urrea. Además, Antón de Luna (y con él la causa urgelista en Aragón), contaba con el apoyo de los Alagón, que tenía a su cabeza un importante cargo, el entonces Castellán de Amposta Artal de Alagón.

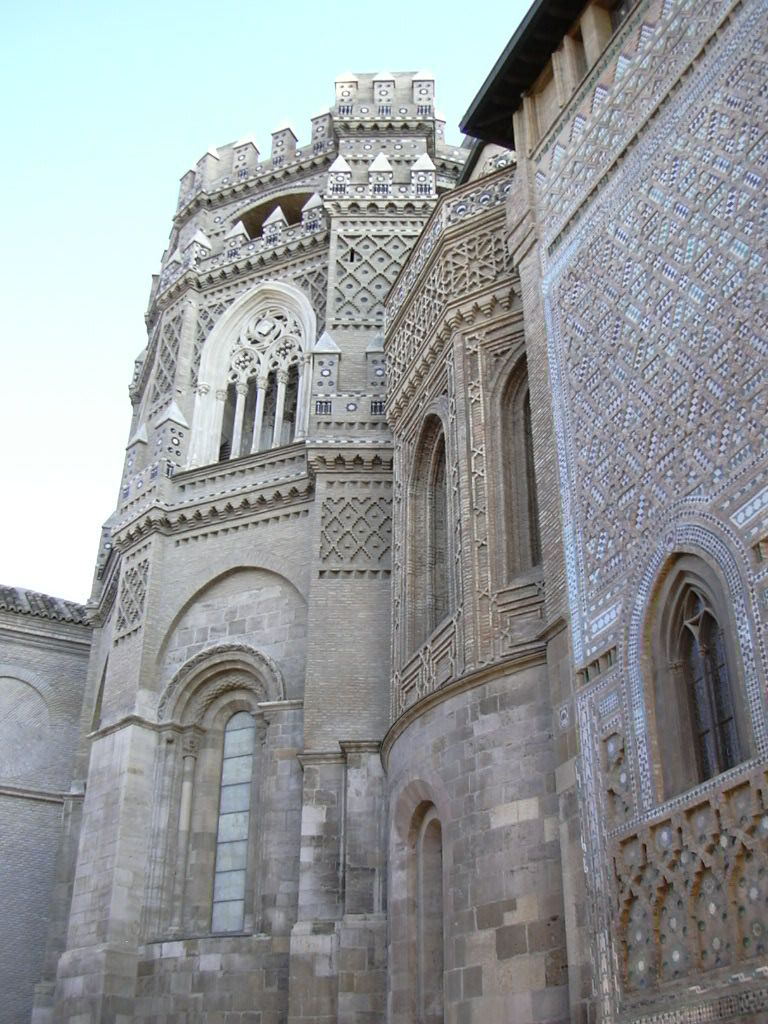
Ábsides y muro de la Parroquieta de la Seo de Zaragoza.

Jaime II permitió que los bandos en conflicto entraran en abril con sus hombres armados en el interior de Zaragoza, con un (como se demostró posteriormente) frágil acuerdo al que se había llegado el 29 de abril entre estos rivales de firmar la tregua y dedicarse a pacificar la capital, pero el resultado fue contrario a estos deseos, pues en poco tiempo volverían los conflictos, solo que ahora afectando a las gentes de Zaragoza y a todas las instituciones allí radicadas.
Antón de Luna penetró en la capital del Ebro con 800 hombres, de los cuales 300 eran de caballería; Pedro de Urrea (afín al arzobispo de Zaragoza y al Justicia de Aragón) entró con 315 caballeros, 100 hombres provistos de armaduras y 360 ballesteros. El primero de los bandos buscaba apoyar la toma efectiva del poder de Jaime de Urgel y conseguir que finalmente pudiera jurar su cargo en la catedral de la Seo ante el Justicia de Aragón y en presencia del arzobispo Fernández de Heredia, mientras que el segundo pretendía oponerse a que el conde ejerciera la lugartenencia. De hacerlo, el poder del conde de Urgel se situaría por delante del gobernador Ruiz de Lihorí, del Justicia Jiménez Cerdán y del arzobispo.
Pero la acumulación de contingentes armados rivales en el interior de la ciudad la convertiría en un polvorín. Además, a excepción del bando de Antón de Luna, nadie quería admitir a Jaime como máximo mandatario: se oponían a ello (invocando que se transgredían los Fueros de Aragón y que las Libertades del Reino impedían expresamente que se ocupara la lugartenencia sin antes haberse aprobado mediante convocatoria de Cortes) el resto de la nobleza, los oficiales de Zaragoza y muchos de sus ciudadanos. Los planes del rey y las ambiciones del conde de Urgel chocaban contra las leyes y tradiciones del reino, defendidas por sus naturales, que tratarían de impedir que se conculcaran. Jaime II no había previsto tanta oposición a los nombramientos del rey, pero este, que ya no tenía la misma sintonía con su sobrino, le aconsejaba que siguiera los cauces establecidos y no violentara las instituciones, porque sin su consentimiento no podría ocupar el poder que le había sido destinado.

## Disturbiosen la ciudad

Escudo de Antón de Luna, utilizado por la rama Martínez de Luna de la casa de Luna.

El momento culminante llegó en los días transcurridos entre el 4 y el 14 de mayo de 1410. En esos diez días las actuaciones de Jaime II, y sus intentos de imponer su autoridad, le habían acarreado la enemistad de casi toda la población. Muy temprano, la mañana del día 14, queriendo dar un golpe de mano y mostrar su fuerza, convocó al Justicia en la entonces iglesia mudéjar de Santa María del Pilar (ya que a la catedral no tenía acceso por estar allí el arzobispo y cerca —atrincherados en el Palacio Arzobispal— los contingentes militares que le apoyaban) con intención de jurar los Fueros y Privilegios del Reino. Sin embargo Juan Jiménez Cerdán no se personó en el Pilar, ni ningún otro cargo o diputado de la ciudad. Esta resistencia, en la práctica, tenía por objeto impedir que Jaime II se convirtiera, de facto, en el rey en funciones de la Corona.
Ante el desplante, Jaime II envió la misma mañana a Antón de Luna y a Artal de Alagón con sus tropas al palacio del arzobispo para obligar por la fuerza al Justicia a que recibiese el juramento como Lugarteniente, pero Jiménez Cerdán aplazó la decisión hasta la tarde, cuando tocó a rebato con un repique de campana de la iglesia de Santiago, que era la señal que desde el siglo XIV alertaba a la población para salir en armas a defender la ciudad de un peligro. Tras la alarma se produjeron graves disturbios en los que el propio Jaime II, armado con el Señal Real de Aragón, junto con un hermano suyo, salieron a la plaza del Pilar comandando más de 200 hombres y participando en los combates que se entablaban en muchos puntos de la ciudad y que enfrentaban a las compañías del arzobispo García Fernández de Heredia, los Urrea, los Híjar y los Gurrea contra las de los Luna y los Alagón. Hubo muchos muertos y heridos y un sentimiento general de oposición a la presencia de Jaime II de Urgel en Zaragoza.
A pesar de todo el conde de Urgel siguió actuando imprudentemente, pues obligó a un notario a que le tomase el juramento que el Justicia no había consentido en recibir. Todo ello dio al traste con las ambiciones de Jaime de ocupar la monarquía aragonesa. Al conocer todos los hechos el rey Martín I le recriminó duramente su actuación acusándole de provocar grandes «peligros, males y escándalos» y hacer caso omiso a sus advertencias de que no usara de su cargo sin que fuese jurado ante el Justicia de Aragón, que era quien en última instancia tenía el poder de admitirlo, y de que si el Justicia lo desestimaba, cesara en su intención y no lo ejerciera en ningún caso en el futuro.

## Revocación de los cargos de Jaime II

Escudo de los condes de Urgel de la tercera dinastía, a la que perteneció Jaime de Aragón, último conde de Urgel.

El 15 de mayo, sin conocer aún los sucesos del día anterior, el rey ordenó al Justicia que expulsara a todas las tropas fuera de Zaragoza y resolviera el asunto de la forma que considerara oportuna, siempre conforme a los Fueros; dos días después anuló el nombramiento de Jaime II de Urgel como Lugarteniente General debido a la desobediencia y el menosprecio a sus órdenes. Se trataba de un fracaso en toda regla que, sin embargo, el conde de Urgel atribuyó a sus consejeros. A pesar del contratiempo, Jaime II insistía en reivindicar su apellido «de Aragón» y a figurar como miembro de esta Casa, ante una posible omisión de esta forma de su nombre por parte de la cancillería real, que podría tener la intención simbólica de reflejar el ostracismo al que se había hecho acreedor.
A pesar de serle revocado el cargo, Jaime II intentó hacer valer su Lugartenencia tras muerte del rey, pero no lo consiguió. Sin embargo, la nobleza urgelista en Aragón (con Antón de Luna y Artal de Alagón al frente) siguió defendiendo su causa, hasta el punto de asesinar al arzobispo García Fernández de Heredia quien, junto con el gobernador Gil Ruiz de Lihorí, comandaba las milicias zaragozanas y estaban decididos a no permitir más la entrada de contingentes armados a la ciudad y a convocar, mediante el toque de la campana de la iglesia de Santiago, a todos los ciudadanos para defender Zaragoza para el futuro rey, que sería (e insisten en ello) «aquel a quien por justicia pertenezca».